# 舊佩克利涅
49°2′11″N 35°23′8″E / 49.03639°N 35.38556°E
舊佩凱利內（烏克蘭語：Старе Пекельне）是位於烏克蘭東部的村莊，由哈爾科夫州别列斯京区的扎切皮利夫卡市鎮負責管轄。該村始建於1775年，面積0.9平方公里，海拔高度82米，2001年人口82，人口密度每平方公里179.6人。